# Paszków (województwo mazowieckie)
Paszków – osada w Polsce położona w województwie mazowieckim, w powiecie pruszkowskim, w gminie Nadarzyn. 